# Tardets-Sorholus
Pour les articles homonymes, voir Tardets et Sorholus.
Tardets-Sorholus [taʁdɛts sɔʁɔlys] (Atharratze-Sorholüze en basque) est une commune française située dans le département des Pyrénées-Atlantiques, en région Nouvelle-Aquitaine.
Le gentilé est Atharraztar.

## Géographie

### Localisation
La commune de Tardets-Sorholus se trouve dans le département des Pyrénées-Atlantiques, en région Nouvelle-Aquitaine.
Elle se situe à 63 km par la route de Pau, préfecture du département, à 30 km d'Oloron-Sainte-Marie, sous-préfecture, et à 16 km de Mauléon-Licharre, bureau centralisateur du canton de Montagne Basque dont dépend la commune depuis 2015 pour les élections départementales.
La commune fait en outre partie du bassin de vie de Mauléon-Licharre.
Les communes les plus proches sont : 
Alos-Sibas-Abense (1,1 km), Trois-Villes (2,2 km), Laguinge-Restoue (2,6 km), Lichans-Sunhar (2,8 km), Ossas-Suhare (3,5 km), Camou-Cihigue (3,5 km), Montory (4,2 km), Sauguis-Saint-Étienne (4,4 km).
Sur le plan historique et culturel, Tardets-Sorholus fait partie de la province de la Soule, un des sept territoires composant le Pays basque,. La Basse-Navarre en est la province la plus variée en ce qui concerne son patrimoine, mais aussi la plus complexe du fait de son morcellement géographique. Depuis 1999, l'Académie de la langue basque ou Euskalzaindia divise le territoire du Labourd en six zones,. La Soule, traversée par la vallée du Saison, est restée repliée sur ses traditions (mascarades, pastorales, chasse à la palombe, etc). Elle se divise en Arbaille, Basse-Soule et Haute-Soule, dont fait partie la commune.

### Communes limitrophes
Les communes limitrophes sont  Alos-Sibas-Abense, Barcus, Laguinge-Restoue, Montory et Trois-Villes.
| Trois-Villes      |                  | Barcus  |
|                   | Tardets-Sorholus |         |
| Alos-Sibas-Abense | Laguinge-Restoue | Montory |

### Hydrographie

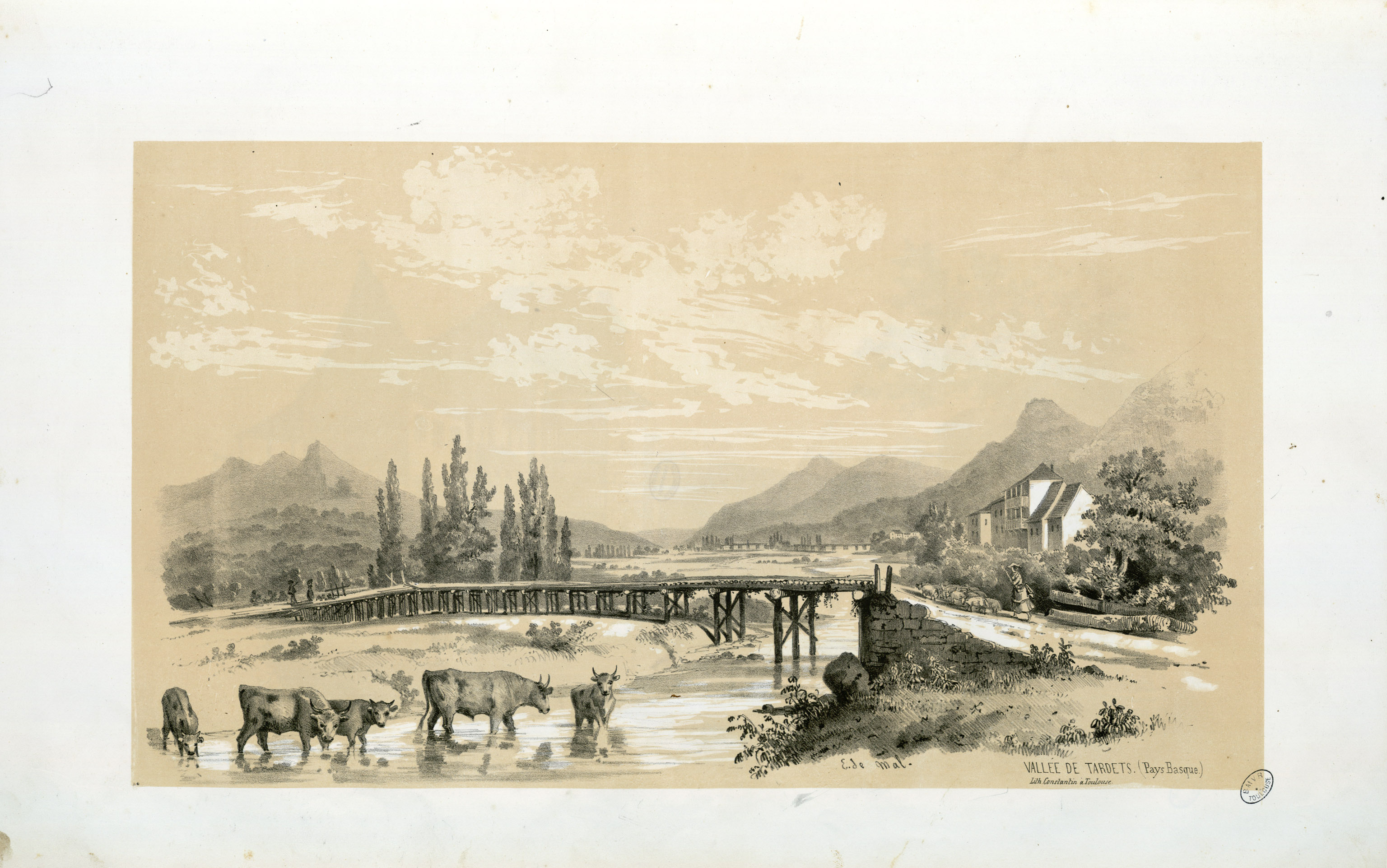
Vallée de Tardets en 1843 par Eugène de Malbos.

Les terres de la commune sont traversées par les affluents du gave d'Oloron suivants :
- le ruisseau le Joos et ses tributaires :
  - le ruisseau Ibarra,
  - l'erreka Sustaris ;
- le Saison et ses tributaires :
  - le ruisseau la Batasse (10,1 km),
  - le ruisseau d'Etcheberry et ses affluents :
    - le ruisseau d'Adacassé,
    - le ruisseau d'Erretzu,
    - le ruisseau de Goyhenlepoue,

  - le ruisseau Jaga,
  - le ruisseau de Laritolle et son affluent :
    - le ruisseau de Lauzibar.

### Climat
Pour des articles plus généraux, voir Climat de la Nouvelle-Aquitaine et Climat des Pyrénées-Atlantiques.
Historiquement, la commune est dans une zone de transition entre les climats océaniques aquitain et basque.  
En 2020, Météo-France publie une typologie des climats de la France métropolitaine dans laquelle la commune est exposée à un climat de montagne et est dans la région climatique Pyrénées atlantiques, caractérisée par une pluviométrie élevée (>1 200 mm/an) en toutes saisons, des hivers très doux (7,5 °C en plaine) et des vents faibles.
Pour la période 1971-2000, la température annuelle moyenne est de 13,2 °C, avec une amplitude thermique annuelle de 13,4 °C. Le cumul annuel moyen de précipitations est de 1 409 mm, avec 12,4 jours de précipitations en janvier et 9,1 jours en juillet. Pour la période 1991-2020, la température moyenne annuelle observée sur la station météorologique la plus proche, située sur la commune de Licq-Athérey à 6 km à vol d'oiseau, est de 13,1 °C et le cumul annuel moyen de précipitations est de 1 528,1 mm,. Pour l'avenir, les paramètres climatiques de la commune estimés pour 2050 selon différents scénarios d’émission de gaz à effet de serre sont consultables sur un site dédié publié par Météo-France en novembre 2022.

### Milieux naturels et biodiversité

#### Réseau Natura 2000
Le réseau Natura 2000 est un réseau écologique européen de sites naturels d'intérêt écologique élaboré à partir des Directives « Habitats » et « Oiseaux », constitué de zones spéciales de conservation (ZSC) et de zones de protection spéciale (ZPS).
Deux sites Natura 2000 ont été définis sur la commune au titre de la « directive Habitats », : 
- « le Saison (cours d'eau) », d'une superficie de 2 200 ha, un cours d'eau de très bonne qualité à salmonidés[23] ;
- « le gave d'Oloron (cours d'eau) et marais de Labastide-Villefranche », d'une superficie de 2 547 ha, une rivière à saumon et écrevisse à pattes blanches[24] ;

#### Zones naturelles d'intérêt écologique, faunistique et floristique
L’inventaire des zones naturelles d'intérêt écologique, faunistique et floristique (ZNIEFF) a pour objectif de réaliser une couverture des zones les plus intéressantes sur le plan écologique, essentiellement dans la perspective d’améliorer la connaissance du patrimoine naturel national et de fournir aux différents décideurs un outil d’aide à la prise en compte de l’environnement dans l’aménagement du territoire.
Une ZNIEFF de type 1 est recensée sur la commune, : 
la « montagne d'Ahargou et mont Begousse » (3 233,01 ha), couvrant 6 communes du département et deux ZNIEFF de type 2,, : 
- le « bassin versant du Lausset et du Joos : bois, landes et zones tourbeuses » (19 519,13 ha), couvrant 23 communes du département[27] ;
- le « réseau hydrographique du gave d'Oloron et de ses affluents » (6 885,32 ha), couvrant 114 communes dont 2 dans les Landes et 112 dans les Pyrénées-Atlantiques[28].

## Urbanisme

### Typologie
Au 1er janvier 2024, Tardets-Sorholus est catégorisée commune rurale à habitat dispersé, selon la nouvelle grille communale de densité à sept niveaux définie par l'Insee en 2022.
Elle est située hors unité urbaine et hors attraction des villes,.

### Occupation des sols

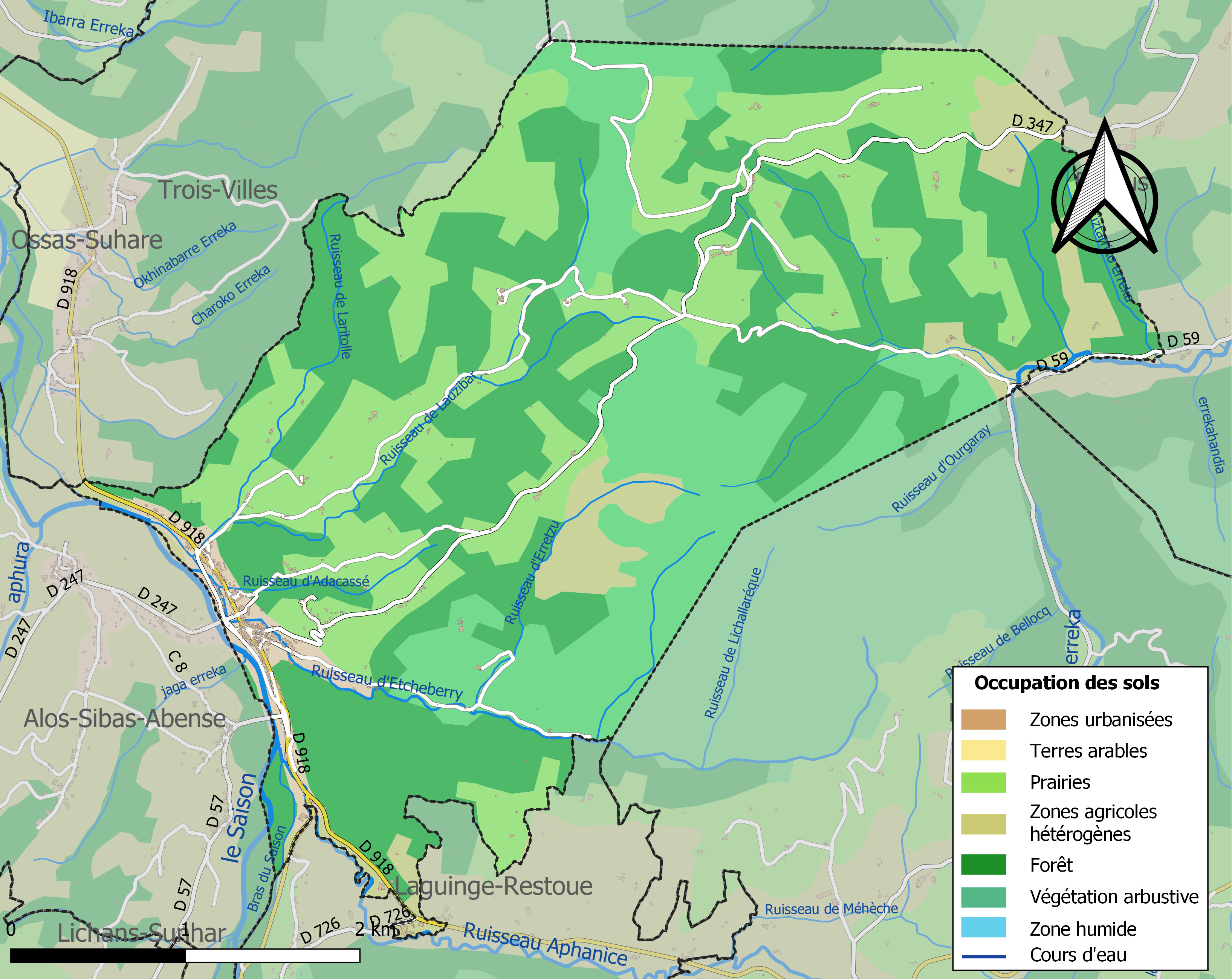
Carte des infrastructures et de l'occupation des sols de la commune en 2018 (CLC).

L'occupation des sols de la commune, telle qu'elle ressort de la base de données européenne d’occupation biophysique des sols Corine Land Cover (CLC), est marquée par l'importance des forêts et milieux semi-naturels (61 % en 2018), en diminution par rapport à 1990 (62,9 %). La répartition détaillée en 2018 est la suivante : 
forêts (42,4 %), prairies (29,8 %), milieux à végétation arbustive et/ou herbacée (18,6 %), zones agricoles hétérogènes (6,4 %), zones urbanisées (2,8 %). L'évolution de l’occupation des sols de la commune et de ses infrastructures peut être observée sur les différentes représentations cartographiques du territoire : la carte de Cassini (XVIIIe siècle), la carte d'état-major (1820-1866) et les cartes ou photos aériennes de l'IGN pour la période actuelle (1950 à aujourd'hui).

### Lieux-dits et hameaux
Huit quartiers composent la commune de Tardets-Sorholus :
- Arrañe ;
- Bukaua (Boucau sur les cartes IGN) ;
- Erretzü ;
- Kharrikartea (Carricart sur les cartes IGN) ;
- Maidalenazerra ;
- Sorholüze ;
- Begiüthürri ;
- Atharratze.

### Risques majeurs
Le territoire de la commune de Tardets-Sorholus est vulnérable à différents aléas naturels : météorologiques (tempête, orage, neige, grand froid, canicule ou sécheresse), inondations, feux de forêts et séisme (sismicité moyenne). Il est également exposé à deux risques technologiques,  le transport de matières dangereuses et la rupture d'un barrage. Un site publié par le BRGM permet d'évaluer simplement et rapidement les risques d'un bien localisé soit par son adresse soit par le numéro de sa parcelle.

#### Risques naturels
Certaines parties du territoire communal sont susceptibles d’être affectées par le risque d’inondation par une crue torrentielle ou à montée rapide de cours d'eau, notamment le Saison, le Joz erreka et le ruisseau Aphanice. La commune a été reconnue en état de catastrophe naturelle au titre des dommages causés par les inondations et coulées de boue survenues en 1982, 1983, 1992, 2008, 2009 et 2021,.
Tardets-Sorholus est exposée au risque de feu de forêt. En 2020, le premier plan de protection des forêts contre les incendies (PDPFCI) a été adopté pour la période 2020-2030. La réglementation des usages du feu à l’air libre et les obligations légales de débroussaillement dans le département des Pyrénées-Atlantiques font l'objet d'une consultation de public ouverte du 16 septembre au 7 octobre 2022,.

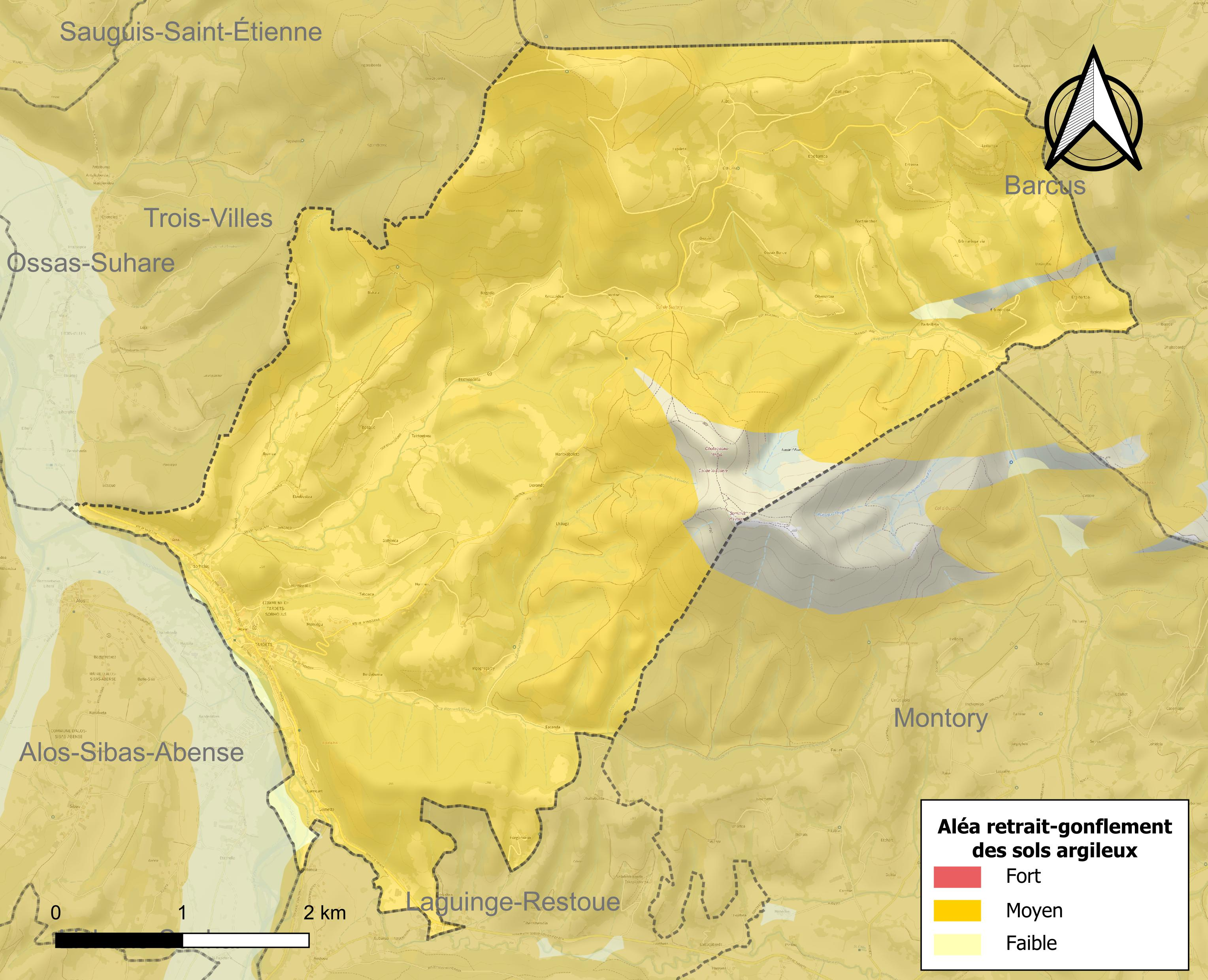
Carte des zones d'aléa retrait-gonflement des sols argileux de Tardets-Sorholus.

Le retrait-gonflement des sols argileux est susceptible d'engendrer des dommages importants aux bâtiments en cas d’alternance de périodes de sécheresse et de pluie. 96,1 % de la superficie communale est en aléa moyen ou fort (59 % au niveau départemental et 48,5 % au niveau national). Depuis le 1er octobre 2020, en application de la loi ELAN, différentes contraintes s'imposent aux vendeurs, maîtres d'ouvrages ou constructeurs de biens situés dans une zone classée en aléa moyen ou fort,.

#### Risque technologique
La commune est en outre située en aval de barrages de classe A. À ce titre elle est susceptible d’être touchée par l’onde de submersion consécutive à la rupture de cet ouvrage.

## Toponymie

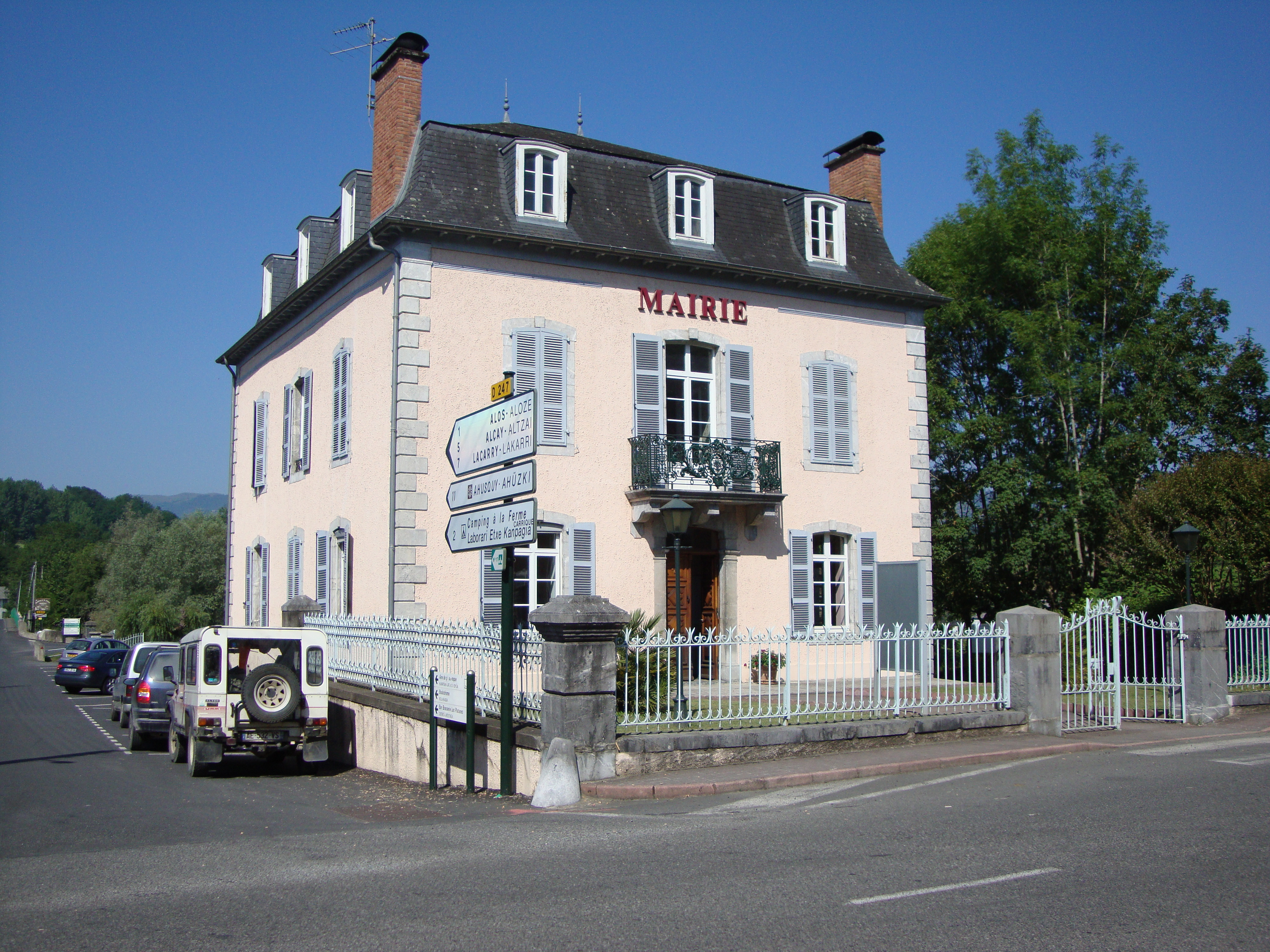
La mairie actuelle.

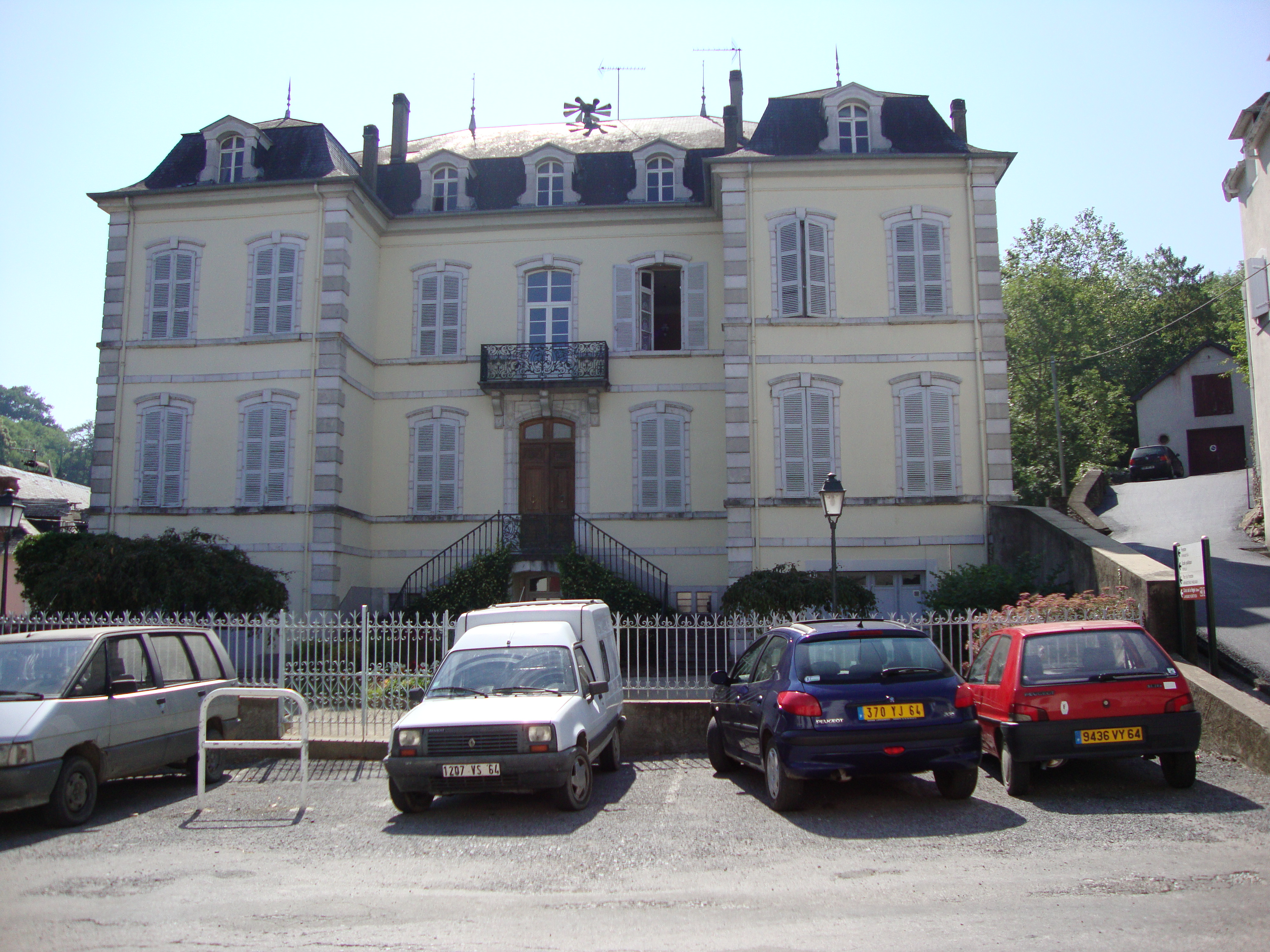
L'ancienne mairie.

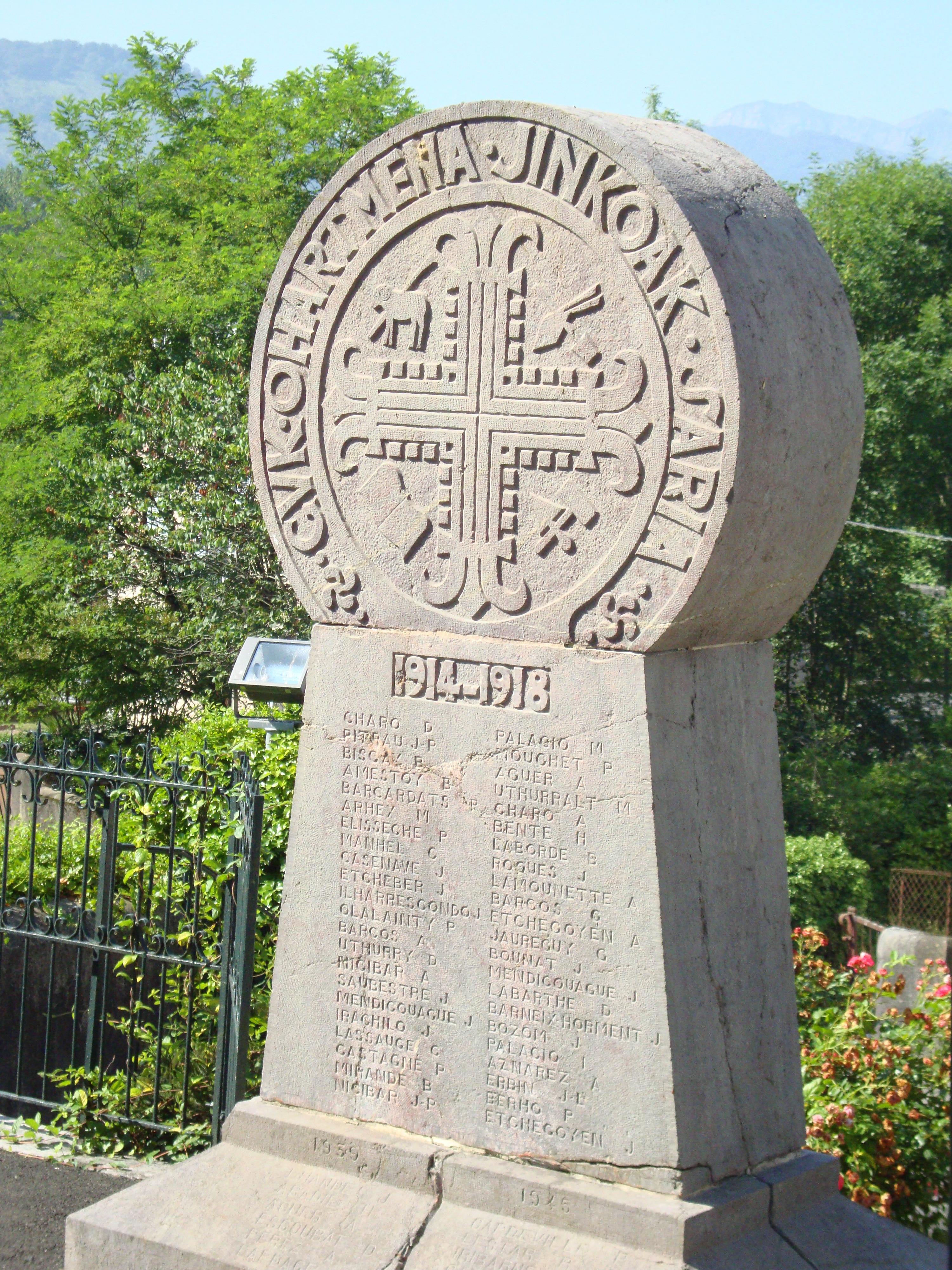
Monument aux morts en forme de stèle discoïdale.

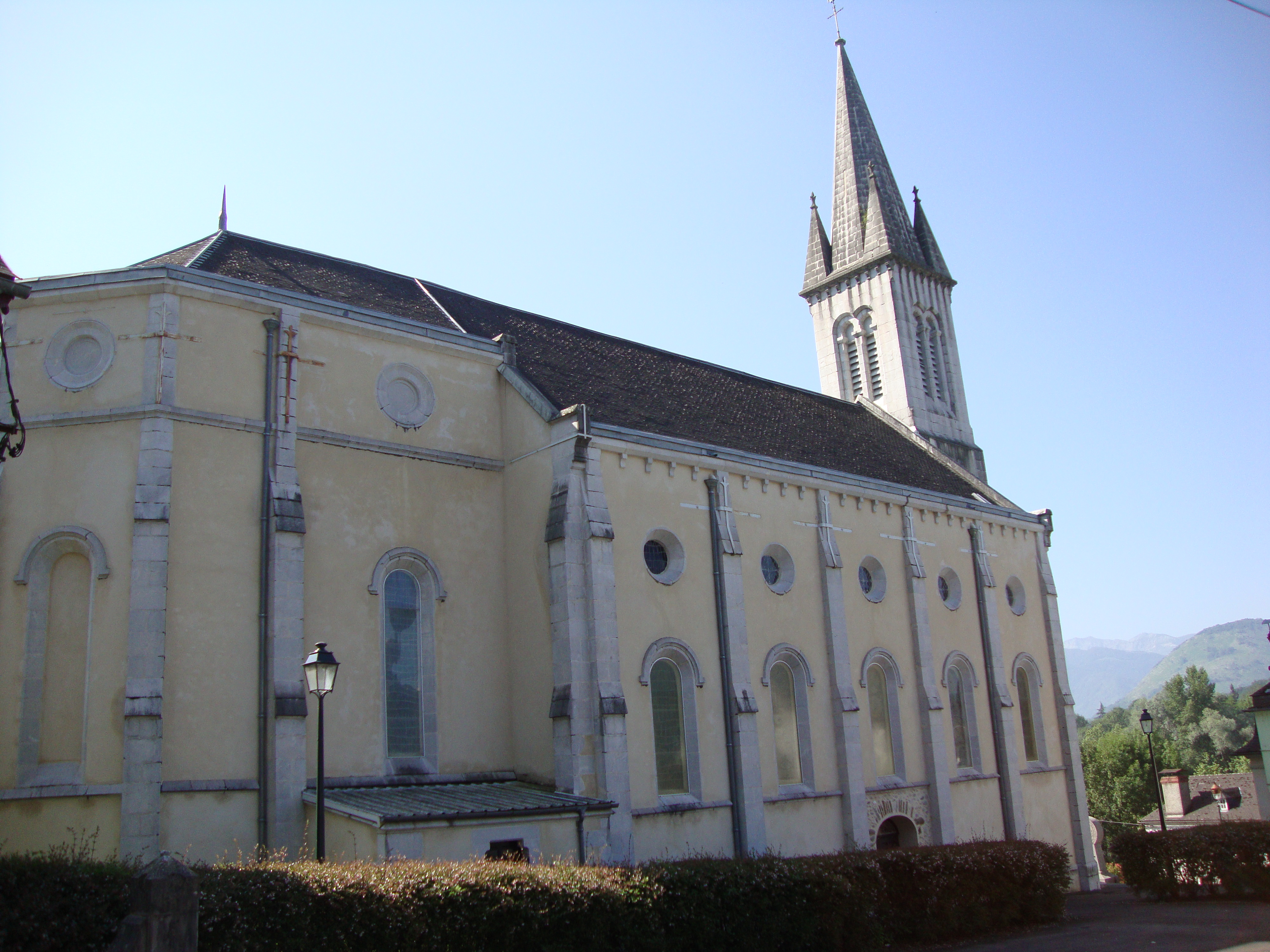
L'église Saint-Pierre.

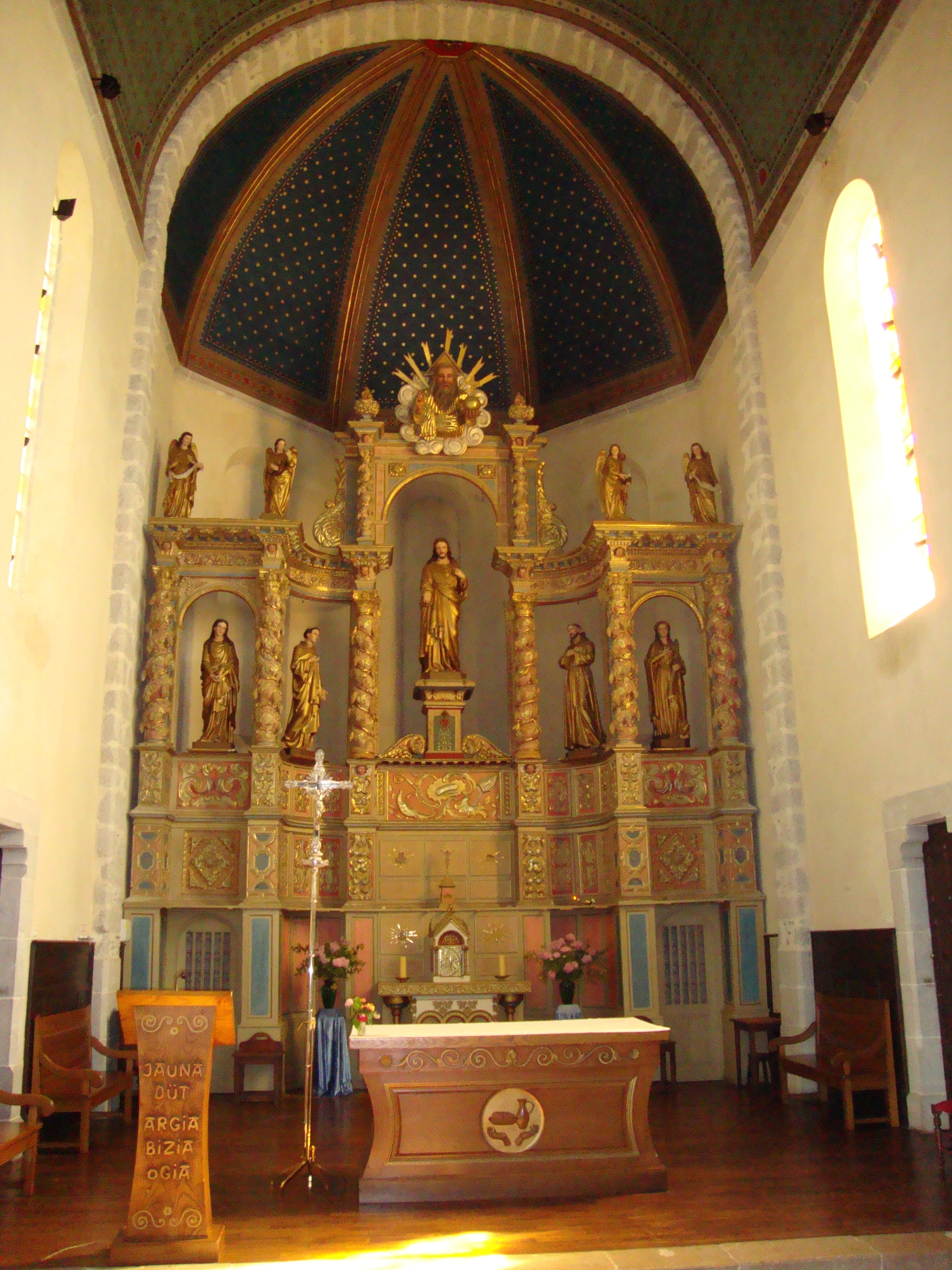
Chœur avec retable.

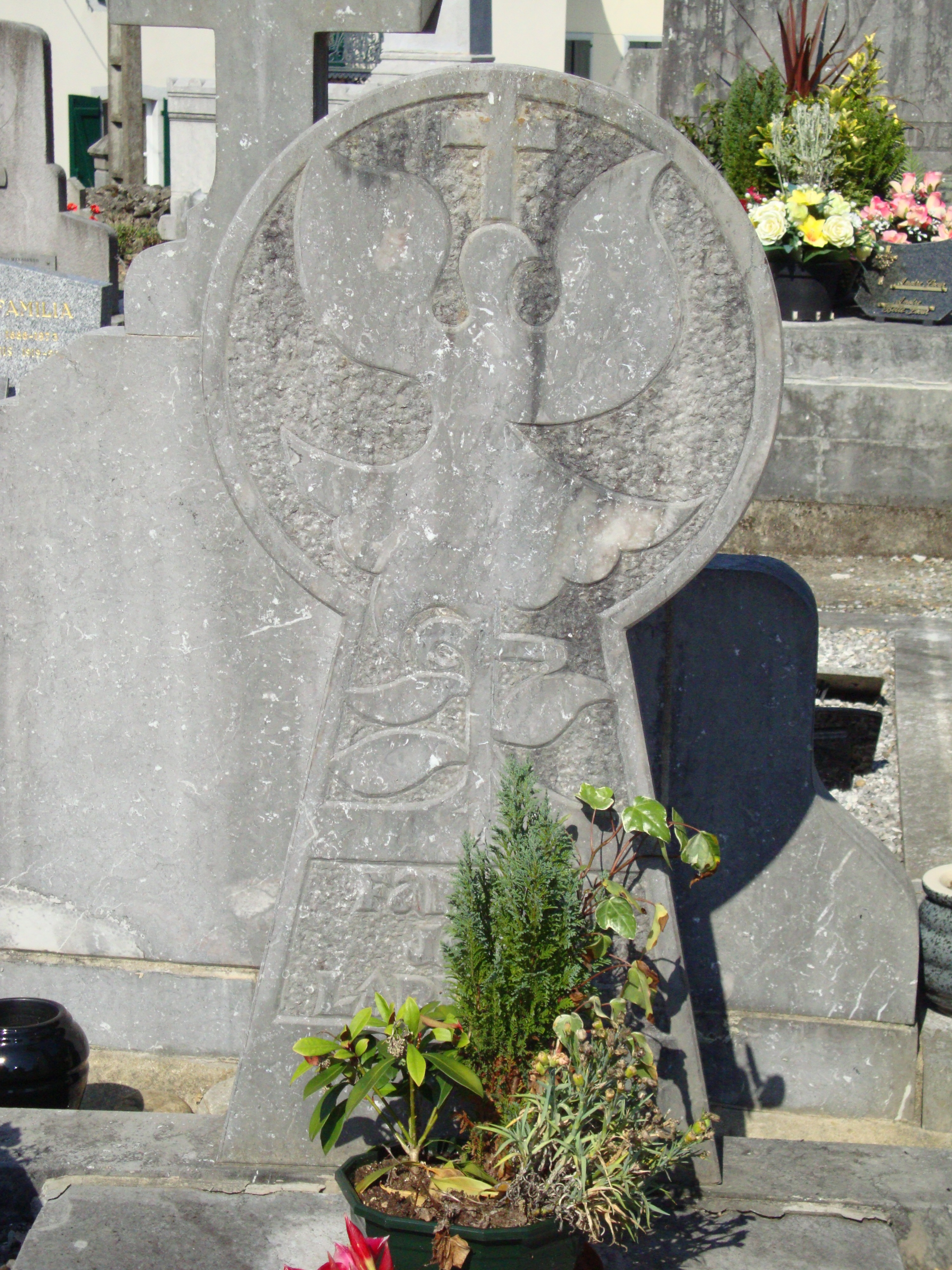
Stèle discoïdale.

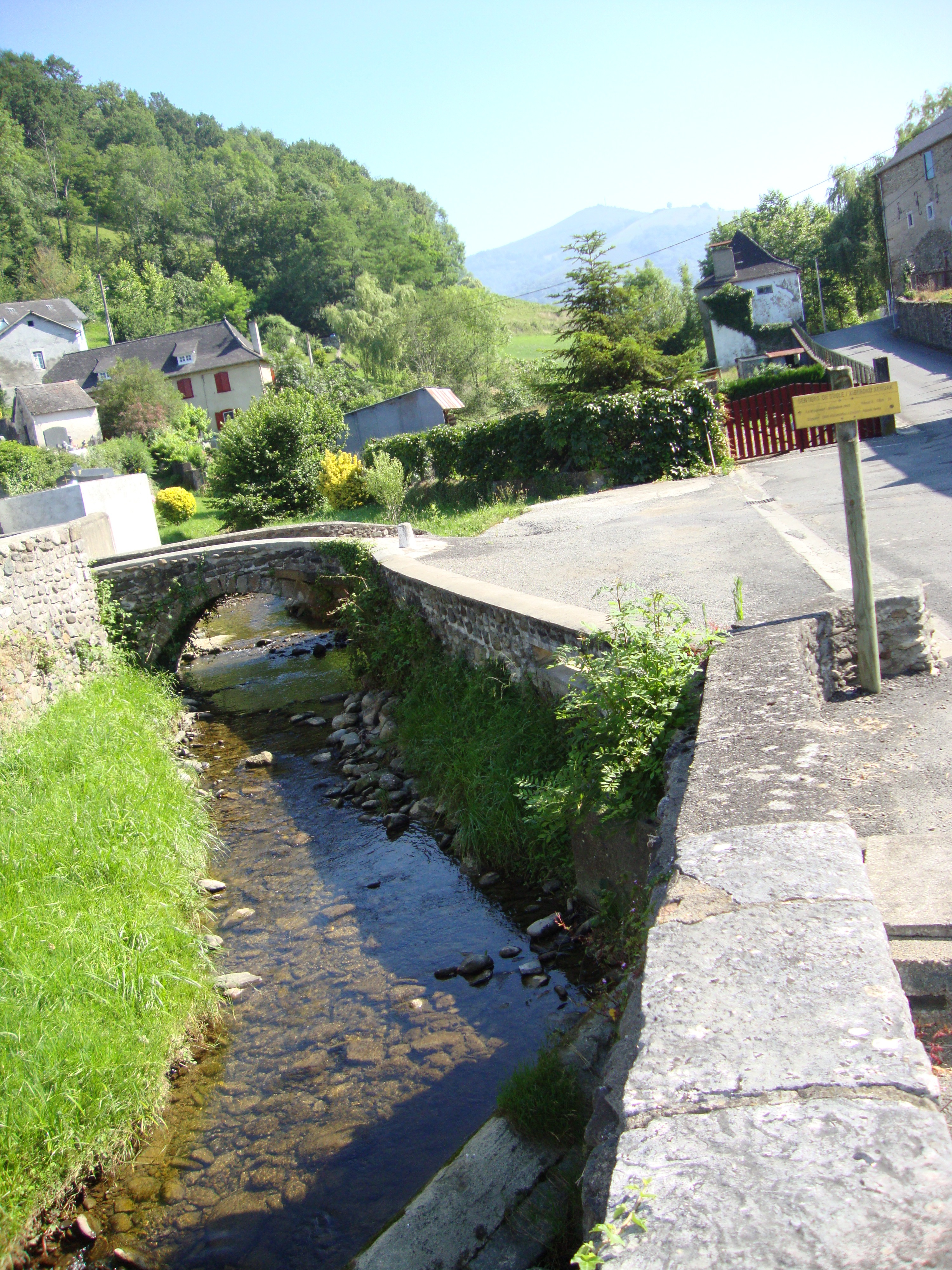
Le ruisseau de Laritolle.

### Attestations anciennes
Le toponyme Tardets apparaît sous les formes 
Tardedz (1249, notaires d'Oloron), 
Tardetz (XIIIe siècle, collection Duchesne volume CXIV), 
Tarzedz (1310, cartulaire de Bayonne), 
Tardix (1692, règlement de la cour de Licharre).
Le toponyme Sorholus est mentionné en 1520 (coutume de Soule).

### Graphie basque
Son nom basque actuel est Atharratze-Sorholüze.

## Histoire
En 1790, le canton de Tardets ne comprenait que 10 communes, à savoir Haux, Laguinge-Restoue, Larrau, Licq-Athérey, Montory, Sainte-Engrâce, Sauguis, Sorholus, Tardets et Trois-Villes.
Le 16 avril 1859, la commune de Tardets-Sorholus est formée par réunion des communes de Tardets et de Sorholus ainsi que d'une partie de la commune d'Abense-de-Haut (l'autre partie étant intégrée dans la commune d'Alos-Sibas-Abense).
À la suite de la réunion des deux communes de Tardets et de Sorholus, la décision de construire une nouvelle église est prise. L'église sera ouverte au culte en 1866.
L'ancienne église de Tardets sera démolie en 1883.
Le 1er septembre 1905 eut lieu l'ouverture de la section Lanne-en-Barétous-Tardets de la ligne Oloron-Mauléon (compagnie du chemin de fer Pau-Oloron-Mauléon et du tramway de Bayonne à Biarritz).

## Héraldique
| Blason | Blasonnement : Losangé d'or et de gueules. Commentaires : Ces armoiries sont celles des vicomtes de Marsan dont la dynastie noble de Tardets est issue.[réf. nécessaire] |

## Politique et administration
| Période | Période  | Identité          | Étiquette | Qualité                        |
| ------- | -------- | ----------------- | --------- | ------------------------------ |
| 1995    | 2008     | Pierre Erbin      | PS        |                                |
| 2008    | 2020     | Arnaud Villeneuve | DVG       | Conseiller Général (2011-2015) |
| 2020    | En cours | Maite Pitrau      |           |                                |

### Intercommunalité
La commune fait partie de huit structures intercommunales :
- la communauté d'agglomération du Pays Basque ;
- le SIGOM ;
- le SIVOM du canton de Tardets ;
- le SIVU chargé du tourisme en Haute-Soule et Barétous ;
- le syndicat AEP du pays de Soule ;
- le syndicat d'assainissement du pays de Soule ;
- le syndicat d'énergie des Pyrénées-Atlantiques ;
- le syndicat intercommunal pour le soutien à la culture basque.

Tardets-Sorholus accueille le siège du SIVOM du canton de Tardets ainsi que celui du SIVU chargé du tourisme en Haute-Soule et Barétous.

## Population et société

### Démographie
Le Journal de Pierre Casalivetery, notaire à Mauléon, dénombre pour les années 1460-1481 7,5 feux à Tardets, et 47 pour les années 1540-1548, signe d'une démographie en forte croissance.

#### Avant 1859
|          | 1793 | 1800 | 1806 | 1821 | 1831 | 1836 | 1841 | 1846 | 1851 |
| -------- | ---- | ---- | ---- | ---- | ---- | ---- | ---- | ---- | ---- |
| Tardets  | 413  | 329  | 451  | 491  | 505  | 526  | 503  | 592  | 506  |
| Sorholus | 473  | 484  | 452  | 399  | 627  | 616  | 638  | 659  | 614  |

Voir aussi : Abense-de-Haut

#### Évolution globale
L'évolution du nombre d'habitants est connue à travers les recensements de la population effectués dans la commune depuis 1793. Pour les communes de moins de 10 000 habitants, une enquête de recensement portant sur toute la population est réalisée tous les cinq ans, les populations de référence des années intermédiaires étant quant à elles estimées par interpolation ou extrapolation. Pour la commune, le premier recensement exhaustif entrant dans le cadre du nouveau dispositif a été réalisé en 2005.

En 2022, la commune comptait 579 habitants, en évolution de +5,08 % par rapport à 2016 (Pyrénées-Atlantiques : +3,78 %, France hors Mayotte : +2,11 %).
| 1793 | 1800 | 1806 | 1821 | 1831 | 1836 | 1841 | 1846 | 1851 |
| ---- | ---- | ---- | ---- | ---- | ---- | ---- | ---- | ---- |
| 413  | 329  | 451  | 491  | 505  | 526  | 503  | 592  | 506  |

| 1856  | 1861  | 1866  | 1872  | 1876  | 1881  | 1886 | 1891  | 1896  |
| ----- | ----- | ----- | ----- | ----- | ----- | ---- | ----- | ----- |
| 1 002 | 1 050 | 1 089 | 1 004 | 1 036 | 1 049 | 989  | 1 024 | 1 102 |

| 1901  | 1906  | 1911  | 1921  | 1926  | 1931  | 1936  | 1946  | 1954  |
| ----- | ----- | ----- | ----- | ----- | ----- | ----- | ----- | ----- |
| 1 080 | 1 102 | 1 191 | 1 186 | 1 046 | 1 047 | 1 047 | 1 075 | 1 087 |

| 1962  | 1968 | 1975 | 1982 | 1990 | 1999 | 2005 | 2006 | 2010 |
| ----- | ---- | ---- | ---- | ---- | ---- | ---- | ---- | ---- |
| 1 107 | 915  | 818  | 787  | 704  | 656  | 628  | 613  | 603  |

| 2015 | 2020 | 2022 | - | - | - | - | - | - |
| ---- | ---- | ---- | - | - | - | - | - | - |
| 557  | 566  | 579  | - | - | - | - | - | - |

### Enseignement
La commune dispose d'une école élémentaire publique. Cette école propose un enseignement bilingue français-basque à parité horaire.

## Économie
L'activité est tournée essentiellement vers l'agriculture (élevage et pâturages). La commune fait partie de la zone d'appellation de l'ossau-iraty.

## Culture locale et patrimoine

### Patrimoine civil
La commune a érigé en 2006 une stèle des évadés de France, à la mémoire des résistants qui quittèrent la France pour rejoindre l'Armée de la libération via l'Espagne durant la Seconde Guerre mondiale.

### Patrimoine religieux
L'église de Tardets (église Sainte-Lucie) date de la fin du XIXe siècle.
La chapelle de la Madeleine située sur le mont homonyme, point culminant du village (793 m) frontalier de Barcus, est le but d'un pèlerinage local fréquenté (dimanche de la Passion et 22 juillet).

## Événements sportifs
La commune se situe sur le trajet de la 16e étape du Tour de France 2007 qui a eu lieu le 25 juillet. Le parcours de 218 kilomètres reliait Orthez à Gourette - col d'Aubisque.

## Manifestations
- Tardets-Sorholus est un grand centre folklorique du pays de la Soule. Les manifestations les plus intéressantes ont lieu ordinairement les deux derniers dimanches d'août : tournoi de pelote, chants basques, bandas dans les rues sans oublier « le taureau de feu », et les traditionnelles danses souletines. Et il y a aussi le carnaval, en février. Depuis les années 1990, l'évènement a pris une tournure spectaculaire. Des figures de la mythologie basque, hautes de trois mètres, sont hissées sur des roulettes avant de rejoindre les pavés des étroites ruelles. Au rythme des trompettes et des clarinettes des petits orchestres locaux, plus de 1 000 personnes costumées sillonnent la localité une journée durant. Point d'orgue de cette procession bruyante : le jugement de Zanpantzar, à la nuit tombée. Ce vil personnage tout de noir vêtu est accusé de tous les malheurs de l'année. Il sera jeté au feu sous les clameurs.
- La commune est sous la protection de sainte Madeleine. Il se murmure même que la bienheureuse aurait trouvé refuge ici au XIVe siècle. En haut de la colline éponyme, une chapelle lui a été dédiée. Elle offre le meilleur panorama sur la Soule et le pic d'Anie. La chapelle de la Madeleine est le but d'un pèlerinage local fréquenté (dimanche de la Passion et 22 juillet).

## Équipements
La commune dispose d'une école primaire et d'un collège

## Personnalités liées à la commune
- Augustin Chaho, né à Tardets en 1811, est un des pères fondateurs de l'abertzalisme.
- Arnaud d'Elissagaray de Jaurgain, homme politique français né le 8 mai 1871 à Tardets et décédé le 6 mars 1950 à Bayonne